# 에우리쿠 고메스
에우리쿠 몬테이루 고메스(포르투갈어: Eurico Monteiro Gomes, 1955년 9월 29일, 노르트 지방 산타 마르타 드 페나기앙 ~)는 줄여서 현역 시절 등록명인 에우리쿠(포르투갈어: Eurico)로 알려진 포르투갈의 전직 프로 축구 선수로, 현역 시절 중앙 수비수로 활약했고, 이후 감독을 맡았다.
그는 벤피카에서 1군 무대 신고식을 치렀고, 스포르팅과 포르투에서 활약하면서 역사상 2번째로 포르투갈의 3대 축구단을 모두 거친 선수가 되었고, 세 구단에서 모두 우승을 거둔(각 구단에서 2번씩 우승) 유일한 선수로도 기록되었다. 그는 14년 동안 총 313번의 프리메이라 디비상 경기에 출전해 12번의 주요 대회 우승을 거두었다. 그는 이후 오랜 기간 감독으로 활동했다.
에우리쿠는 40번 가까이 포르투갈 국가대표팀 경기에 출전했고, 유로 1984에 참가했다.

## 클럽 경력
빌라 헤알 현 산타 마르타 드 페나기앙 출신인 에우리쿠는 19세의 나이로 벤피카에서 신고식을 치르고, 4년 동안 프리메이라 디비상 무대에서 주전으로 활동하며 2년 연속 리그 우승을 거두었다.(그는 타사 드 포르투갈 결승전에도 2번 올랐다) 1979년, 그는 리스본의 경쟁 구단인 스포르팅으로 이적해 3년 중 단 1번의 리그 경기만을 결장했고, 총 3번의 주요 대회 우승을 거두었는데, 1981-82 시즌에는 2관왕을 달성했다.
27세의 에우리쿠는 또다른 국내 3대 축구단인 포르투로 이적해 1985-86 시즌에 중상을 당하기 전까지 거의 결장하지 않았다. 그는 1983-84 시즌, 유러피언 컵위너스컵 결승전에 선발로 출전했지만, 바젤에서 열린 결승전에서 유벤투스에 1-2로 패했다.
아르투르 조르즈 감독과 마찰을 빚고 포르투에서 막판 2년 동안 1경기 출전에 그쳤지만, [[1986-87년 유러피언컵|1986-87 시즌 유러피언컵 우승을 거둔 선수단의 일원이 되었다. 에우리쿠는 이후 또다른 1부 리그 구단인 비토리아 세투발로 이적해 34세가 되기 전에 은퇴했다.
고메스는 1989년에 감독일을 시작해, 여러 포르투갈 구단들을 지도했다. 그는 티르센스의 1994년 1부 리그 승격을 일구어냈고, 이후 2년을 더 지도했는데, 마지막 시즌은 강등으로 끝났다. 1996-97 시즌 초, 그는 북부 구단과 불화로 계약을 해지하고, 우니앙 레이리아의 사령탑에 취임했지만, 또 1부 리그에서 강등되었다.(그는 이 시즌에 세 구단을 감독했다.)
고메스는 2006년과 2007년에 알제리로 건너가 베자이아와 오랑을 지도했다. 이듬해 10월 10일, 그는 그리스 2부 리그의 에트니코스 피레아스의 감독이 되어 승격을 놓쳤다.

## 국가대표팀 경력
에우리쿠는 포르투갈 국가대표팀 경기에 38번 출전해 3골을 기록했다. 그의 첫 출전 경기는 1978년 9월 20일에 열린 미국과의 친선경기로 포르투갈이 이 경기에서 1-0으로 이겼고, 마지막 출전 경기는 1985년 4월 3일에 0-2로 패한 이탈리아와의 친선경기였다.
프랑스에서 열린 유로 1984에 참가한 에우리쿠는 포르투갈의 모든 경기를 매 분 소화했고, 대회 준결승까지 올라갔다.
| # | 날짜             | 경기장                               | 상대       | 점수 | 결과 | 대회             |
| - | ---------------- | ------------------------------------ | ---------- | ---- | ---- | ---------------- |
| 1 | 1978년 10월 11일 | 포르투갈 리스본 주제 알발라드        | 벨기에     | 1–0  | 1–1  | 유로 1980 예선전 |
| 2 | 1984년 6월 9일   | 룩셈부르크 룩셈부르크 시 요지 바르텔 | 룩셈부르크 | 1–1  | 2–1  | 친선경기         |
| 3 | 1984년 9월 5일   | 포르투갈 리스본 헤스텔루             | 불가리아   | 1–0  | 1–0  | 친선경기         |

## 수상

### 선수
벤피카
- 프리메이라 디비상: 1975–76, 1976–77

스포르팅 리스본
- 프리메이라 디비상: 1979–80, 1981–82
- 타사 드 포르투갈: 1981–82

포르투
- 프리메이라 디비상: 1984–85, 1985–86
- 타사 드 포르투갈: 1983–84
- 수페르타사 칸디두 드 올리베이라: 1983, 1984
- 유러피언컵: 1986–87

### 감독
티르센스
- 세군다 디비상: 1993–94